# رودمان إم. برايس
رودمان إم. برايس هو ضابط ومحامي وسياسي أمريكي، ولد في 5 مايو 1816 في نيوتن في الولايات المتحدة، وتوفي في 7 يونيو 1894 في أوكلاند في الولايات المتحدة. نشط حزبياً في الحزب الديمقراطي. وقد انتخب حاكم نيو جيرسي ‏ (17 يناير 1854 – 20 يناير 1857) وانتخب عضو مجلس النواب الأمريكي ‏.